# Saint-Côme-et-Maruéjols
Saint-Côme-et-Maruéjols ist eine französische Gemeinde mit 797 Einwohnern (Stand: 1. Januar 2022) im Département Gard in der Region Okzitanien. Die gehört zum Arrondissement Nîmes und zum Kanton Saint-Gilles. Die Einwohner werden Saint-Cômois genannt.

## Geografie
Saint-Côme-et-Maruéjols liegt etwa zehn Kilometer westlich von Nîmes. Umgeben wird Saint-Côme-et-Maruéjols von den Nachbargemeinden Parignargues im Norden und Nordosten, Clarensac im Osten, Saint-Dionisy im Südosten, Calvisson im Süden, Souvignargues im Südwesten und Westen sowie Montpezat im Nordwesten.

## Geschichte
Im Gemeindegebiet liegt eine keltische Siedlung, das sog. Oppidum von Mauressip (auch Mourressipe). Datiert ist die Siedlung für die Latènezeit. 

## Bevölkerungsentwicklung
| Jahr                       | 1962 | 1968 | 1975 | 1982 | 1990 | 1999 | 2006 | 2020 |
| -------------------------- | ---- | ---- | ---- | ---- | ---- | ---- | ---- | ---- |
| Einwohner                  | 327  | 294  | 290  | 351  | 410  | 570  | 712  | 800  |
| Quellen: Cassini und INSEE |      |      |      |      |      |      |      |      |

## Sehenswürdigkeiten
- Oppidum von Mauressip, Monument historique seit 1982
- katholische Kirche, Ende des 17. Jahrhunderts erbaut
- protestantische Kirche, 1870 errichtet
- Alte Mühle

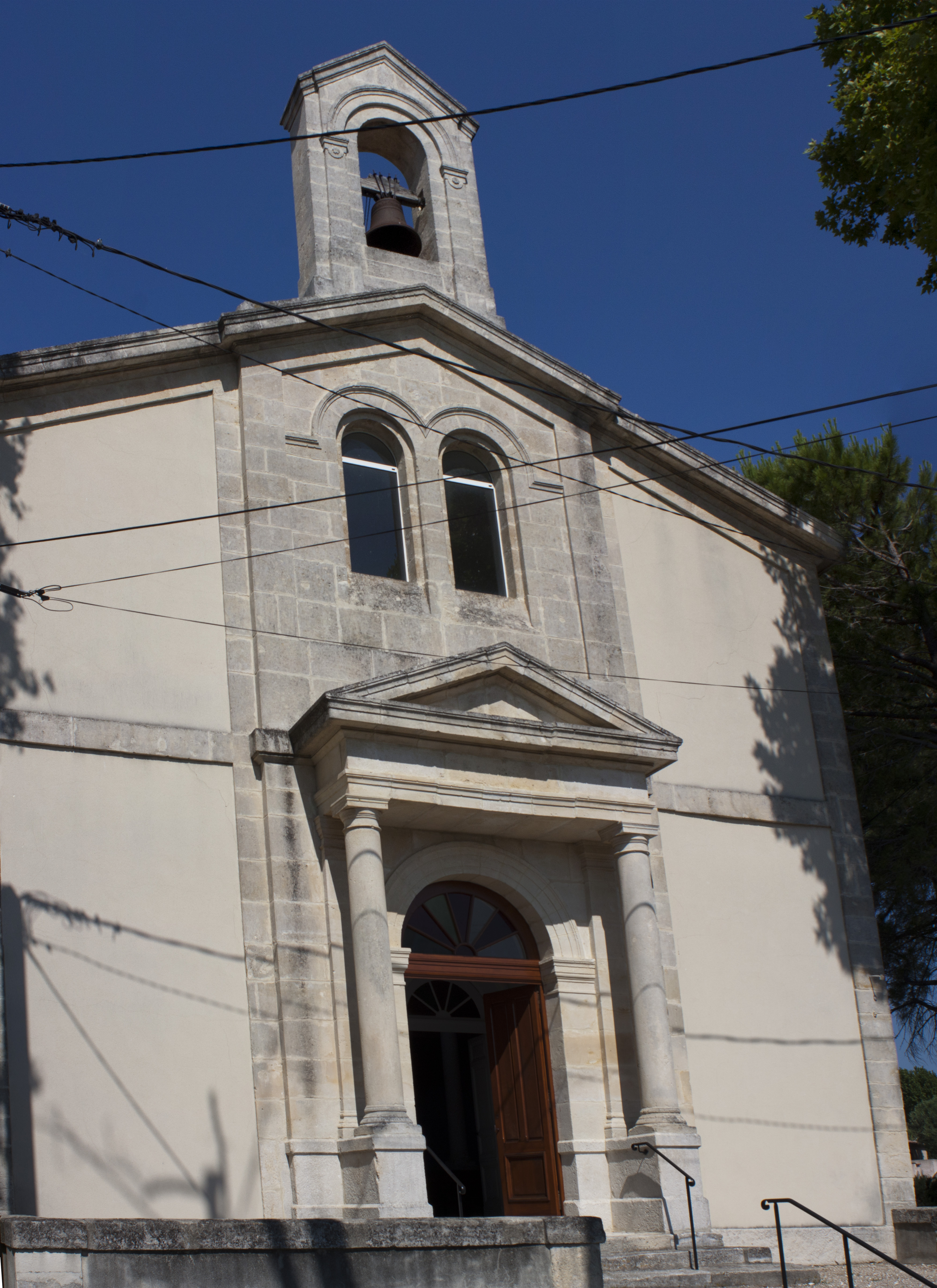
Evangelische Kirche
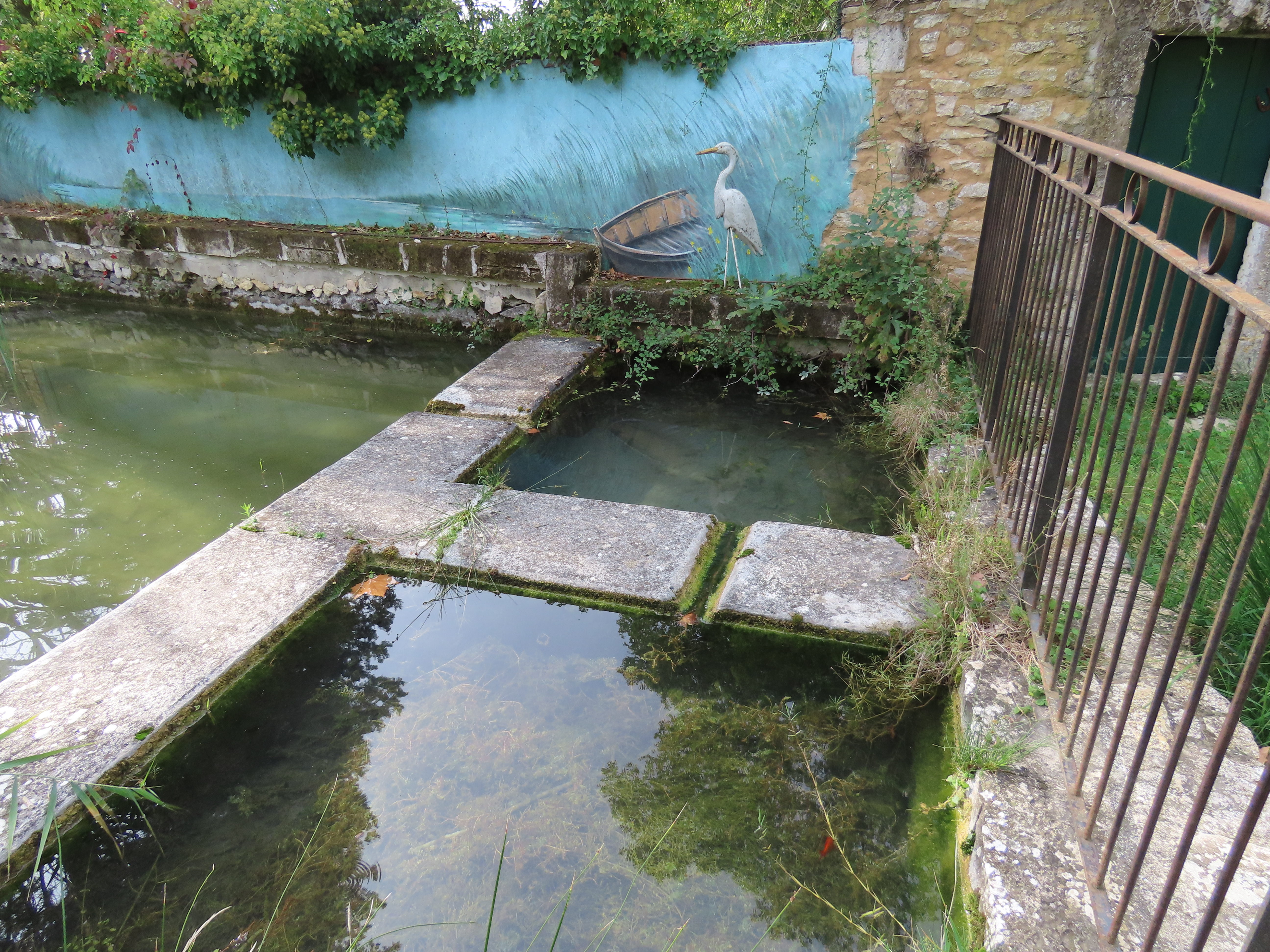
Ehemaliges öffentliches Waschhaus
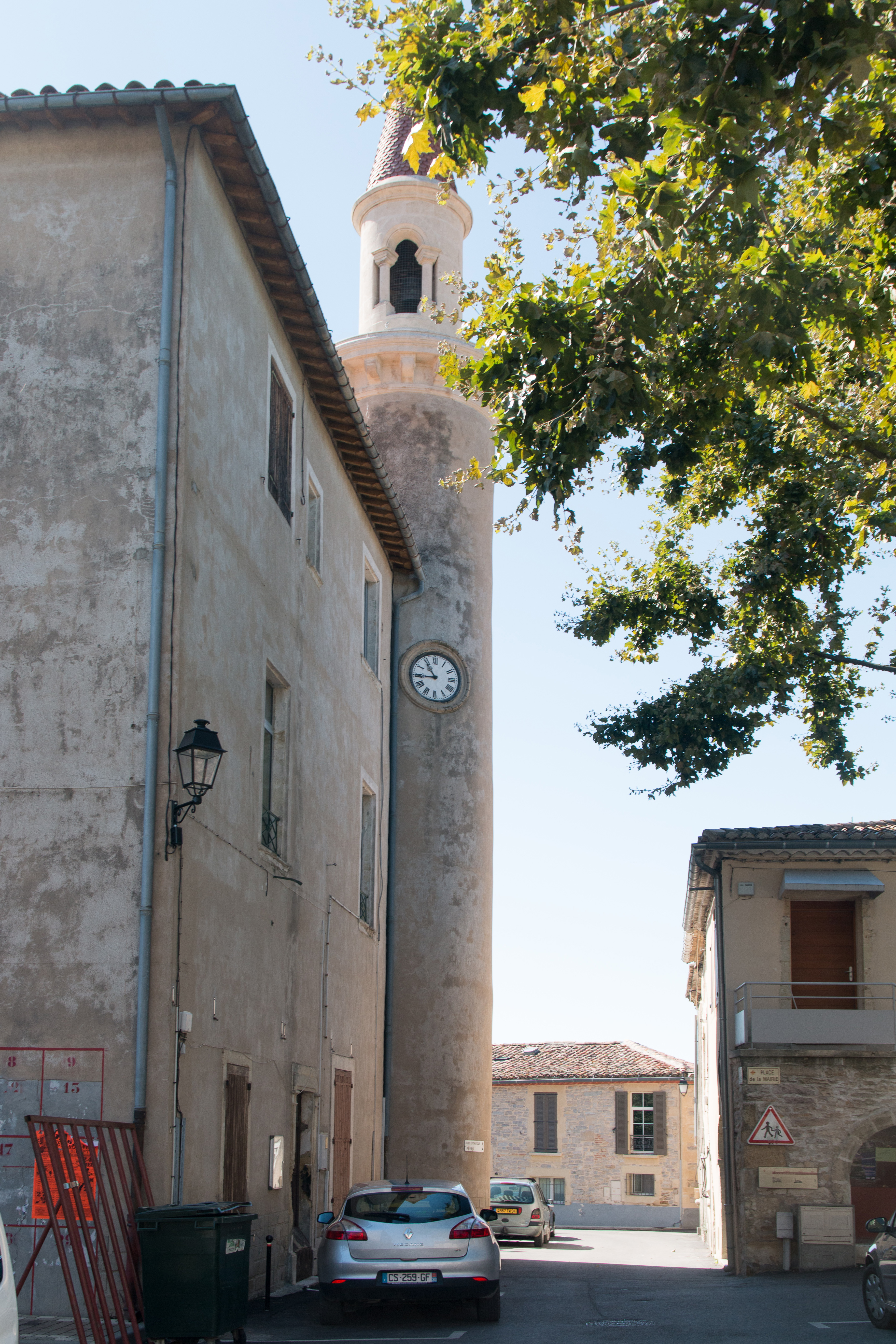
Uhrturm des Rathauses